# Friedrichweiler
Friedrichweiler ist seit 1974 ein Ortsteil der Gemeinde Wadgassen im Landkreis Saarlouis (Saarland) mit 975 Einwohnern (Stand Januar 2021).

## Geschichte
Der Ort wurde 1725 vom Grafen Friedrich Ludwig von Nassau-Saarbrücken gegründet und nach ihm benannt. Die ersten Einwohner waren aus dem Raum Metz in Lothringen zugewandert oder arbeiteten am Unterbrunner Hof (an der Bist im Bereich des heutigen Differter Fischweihers gelegen). 1766 wurde Friedrichweiler an Frankreich abgetreten und im Zuge der französischen Revolution 1791 dem Kanton Saarlouis zugewiesen. 1809 wurden die Gemeinden Differten und Friedrichweiler zusammengelegt. Zu diesem Zeitpunkt lebten circa 108 Menschen in Friedrichweiler. Durch den Zweiten Pariser Friedensvertrag von 1815 kam Friedrichweiler unter preußische Herrschaft.
Am 1. Januar 1974 wurde die bis dahin selbständige Gemeinde Differten, zu der Friedrichweiler gehörte, in die Gemeinde Wadgassen eingegliedert.

## Politik

### Ortsrat
SPD: 8 Mitglieder
CDU: 1 Mitglieder

### Ortsvorsteher
Der derzeitige Ortsvorsteher ist Martin Spies.

## Persönlichkeiten

### Söhne und Töchter der Gemeinde
- Peter Burg (* 1941), Historiker